# Volby do Evropského parlamentu v Nizozemsku 2019
Volby do Evropského parlamentu 2019 se v Nizozemsku uskutečnily ve čtvrtek 23. května v rámci celoevropských voleb do Evropského parlamentu. Nově zvolený Evropský parlament bude mít v 9. volebním období (2019–2024) celkem 751 křesel, Nizozemsko v něm bude mít stejně jako doposud 26 zástupců.

## Kandidáti a výsledky
| Číslo | Jméno strany                           | Počet hlasů | %     | Počet mandátů |
| ----- | -------------------------------------- | ----------- | ----- | ------------- |
| 1     | Demokraté 66                           | 389,692     | 7,09  | 2             |
| 2     | Křesťanskodemokratická výzva           | 669,555     | 12,18 | 4             |
| 3     | Strana pro svobodu                     | 194,178     | 3,53  | 0             |
| 4     | Lidová strana pro svobodu a demokracii | 805,100     | 14,64 | 4             |
| 5     | SP (Socialistische Partij)             | 185,224     | 3,37  | 0             |
| 6     | Strana práce                           | 1,045,274   | 19,01 | 6             |
| 7     | Státní reformní strana                 | 375,660     | 6,83  | 2             |
| 8     | GroenLinks                             | 599,283     | 10,90 | 3             |
| 9     | Partij voor de Dieren                  | 220,938     | 4,02  | 1             |
| 10    | 50PLUS                                 | 215,199     | 3,91  | 1             |
| 11    | Jezus Leeft                            | 8,292       | 0,15  | 0             |
| 12    | Denk                                   | 60,669      | 1,10  | 0             |
| 13    | De Groenen                             | 9,546       | 0,06  | 0             |
| 14    | Fórum pro demokracii                   | 602,507     | 10,96 | 3             |
| 15    | vandeRegio & Piratenpartij             | 10,692      | 0,19  | 0             |
| 16    | Volt Nederland                         | 106,004     | 1,93  | 0             |